# Herbert Neubauer
Herbert Neubauer (* 2. September 1943 in Nürnberg) ist ein deutscher Tischtennisspieler.
Er begann seine Tischtennis-Laufbahn beim Verein Sparta Noris Nürnberg (1956 bis 1961). Von 1961 bis 1970 spielte er in der Oberliga Süd für Jahn Nürnberg. 1967 belegte er im Bundesranglistenturnier des DTTB den 8. Platz und wurde in diesem Jahr auf Platz 10 der deutschen Rangliste geführt. Im gleichen Jahr scheiterte er bei den Deutschen Meisterschaften im Einzelwettbewerb im Viertelfinale an Eberhard Schöler, belegte aber im Doppelwettbewerb zusammen mit Horst Thein den 3. Platz. Für Hertha BSC spielte er von 1970 bis 1977 in der 1. und 2. Bundesliga, für CTTF Bonn von 1977 bis 1987 in der 2. Bundesliga. Seit 1987 war Herbert Neubauer als Diplomat an der deutschen Vertretung in Genf tätig und spielte seitdem in der Schweiz bei Meyrin CTT in der Nationalliga A.
Seine jetzige Bekanntheit verdankt er hauptsächlich seinen Erfolgen als Seniorensportler, wo er im Tischtennis sechsfacher Welt- und fünffacher Europameister in seinen Altersklassen wurde. 
Außerdem hat er sich der Entwicklung effektiver Langnoppenbeläge mit extrem hohem „Störeffekt“ verschrieben. Darüber hinaus ist er auch in der Schlägerholz-Entwicklung tätig.